# Pyrrhogyra docella
Pyrrhogyra docella är en fjärilsart som beskrevs av Heinrich Benno Möschler 1876. Pyrrhogyra docella ingår i släktet Pyrrhogyra och familjen praktfjärilar. Inga underarter finns listade.